# Równina Gryficka
Równina Gryficka (313.33) – mezoregion fizycznogeograficzny Pobrzeża Szczecińskiego, będący falistą wysoczyzną morenową na wschód od cieśniny Dziwny, na zachód od doliny rzeki Parsęty i na północ od pradoliny pomorskiej. Powierzchnia mezoregionu wynosi ok. 2100 km².

## Charakterystyka
Równina Gryficka obejmuje północno-wschodni obszar Pobrzeża Szczecińskiego, między cieśniną Dziwną a doliną Parsęty. Znajduje się na południe od Wybrzeża Trzebiatowskiego, na północ od Równiny Nowogardzkiej, na północny wschód od Równiny Goleniowskiej i na zachód od Równiny Białogardzkiej. Przez południowy kraniec Równiny Gryfickiej przebiega pradolina pomorska, zwężająca się koło miasta Płoty, a której dalszą zachodnią część zaliczono do Równiny Goleniowskiej.
Wzniesienia dochodzą do 40–50 m n.p.m., choć wzgórze kemowo-morenowe Bukowiec na zachód od Gryfic osiąga 75 m n.p.m., Niedźwiedzianka – 75,2 m n.p.m., Łysica – 76,5 m n.p.m., Dębowa Góra – 78 m n.p.m., Kobyla Góra – 82,6 m n.p.m.
Piaszczyste podłoże pradoliny pomorskiej w południowej części mezoregionu porastają bory sosnowe. Na pozostałym terenie równiny przeważają lasy bukowe i dębowo-bukowe.
Występujące na tym terenie żyzne gleby brunatnoziemne są wykorzystywane rolniczo – równinę zajmują przeważnie pola uprawne. Ok. 20% użytków rolnych zajmują łąki i pastwiska.
Występują tu gleby:
- brunatne;
- płowe składające się z pisków oraz brunatnych glin;
- torfowo-murszowe występujące w głównej mierze w dnach dolin.

Pod glinami morenowymi w podłożu czwartorzędowym, który ma tutaj stosunkowo niedużą miąższość, występują wapienie i margle jurajskie. Są one eksploatowane w południowo-zachodniej części Równiny Gryfickiej w Czarnogłowach.
Równinę w centralnej części przecina dolina dolnej Regi, a w części wschodniej doliny Błotnicy, Dębosznicy  i  Mołstowej. W części zachodniej największymi rzekami są Niemica i Wołczenica.
Największym jeziorem jest Ostrowo o powierzchni lustra wody 377,5 ha. Inne większe akweny: Jezioro Okonie, Jezioro Szczucze, Jezioro Rejowickie, Piaski, Kamienica, Jezioro Kołomąckie.
Największym miastami są Gryfice, Golczewo, Płoty. Inne większe miejscowości: Sławoborze, Brojce, Cerkwica, Świerzno, Troszyn, Gościno, Rymań.

## Ochrona przyrody
- Rezerwat przyrody „Golczewskie Uroczysko”
- Rezerwat przyrody Wrzosowisko Sowno
- Zespół przyrodniczo-krajobrazowy „Las Golczewski”
- Zespół przyrodniczo-krajobrazowy „Las Samliński”

We wschodniej części znajduje się obszar mający znaczenie dla Wspólnoty „Kemy Rymańskie” (PLH320012), natomiast przy północno-zachodnim krańcu obszar ptasi Natura 2000 „Bagna Rozwarowskie”. Przy wschodnim krańcu Równiny Gryfickiej dolina rzeczna Pokrzywnicy jest częścią obszaru mającego znaczenie dla Wspólnoty „Dorzecze Parsęty”.

## Turystyka
Obszar predysponowany do turystyki pieszej (zachodnia część), rowerowej i konnej (centralna i wschodnia część) oraz spływów kajakowych. W powiecie gryfickim tworzona jest sieć zintegrowanych szlaków rowerowych pod nazwą „Gryfland”.

### Szlaki turystyczne
- Szlak przez Las Golczewski
- [proj.] Szlak Równiny Gryfickiej (Golczewo – Sosnowice – Lisia G. – Świeszewo – Kołomąć – Trzygłów – Gryfice – ...)
- [proj.] Szlak Doliny Regi (Łobez – Płoty – Gryfice – Trzebiatów)
- Szlak Doliny Niemicy
- [proj.] Szlak Cerkwicki (Pogorzelica – Konarzewo – Cerkwica – ...)
- [proj.] (Upadły – Lisia G. – G.Bukowiec – Mechowo – Dobrzyn – Rybokarty – Popiele – Gryfice)
- Szlak rowerowy "Gryfland - Czerwony"
- Szlak rowerowy "Leśny Szlak Golczewski
- [proj.] (Kamień Pom. – Gostyniec – Pobierowo/Rewal)
- Szlak rowerowy "Gryfland - Zielony"
- Szlak rowerowy "Miejski Szlak Golczewski"
- [proj.] (Gostyń – Sulikowo – Las Sulikowski – Redliny – Ugory – Jatki – Łabędzie Bagno – Chomino – Kępica – Stuchowo – Świerzno – Gostyniec)
- Szlak rowerowy "Gryfland - Czarny"
- Szlak rowerowy "Gryfland - Żółty"